# Live at Montreux 2006
A Live at Montreux 2006 a Deep Purple angol hard rock-zenekar 2007-es dupla koncertalbuma és koncertvideója. A felvétel a 40. Montreuxi Jazz Fesztiválon készült. Ez az első koncertalbum az együttes 8. felállásától. A videóváltozat HD DVD-n majd Blu-ray lemezen is megjelent.

A kiadvány párjának tekinthető a korábbi Live at Montreux 1996.

## Számok listája
CD
1. Pictures Of Home
2. Things I Never Said
3. Strange Kind Of Woman
4. Rapture of the Deep
5. Wrong Man
6. Kiss Tomorrow Goodbye
7. When A Blind Man Cries
8. Lazy
9. Keyboard Solo
10. Space Truckin'
11. Highway Star
12. Smoke on the Water

DVD
1. Pictures Of Home
2. Things I Never Said
3. Strange Kind Of Woman
4. Rapture Of The Deep
5. Wrong Man
6. The Well-Dressed Guitar
7. Kiss Tomorrow Goodbye
8. When A Blind Man Cries
9. Lazy
10. Keyboard Solo
11. Space Truckin'
12. Highway Star
13. Smoke On The Water
14. Hush
15. Too Much Fun
16. Black Night
17. RÁADÁS: Fireball
18. RÁADÁS: I Got Your Number
19. RÁADÁS: Strange Kind Of Woman
20. RÁADÁS: Kiss Tomorrow Goodbye
21. RÁADÁS: Rapture Of The Deep
22. RÁADÁS: Wrong Man
23. RÁADÁS: Lazy
24. RÁADÁS: Perfect Strangers
25. RÁADÁS: Highway Star
26. RÁADÁS: Smoke On The Water

- A ráadás számok a Hard Rock London koncerten készültek. A DVD lemezre felkerült még egy interjú az együttes tagjaival.

## Előadók
- Ian Gillan – ének
- Steve Morse – gitár
- Roger Glover – basszusgitár
- Don Airey – billentyűk
- Ian Paice – dob